# فرودگاه رن - سن-ژاک
 فرودگاه رِن- سَن-ژاک (به فرانسوی: Aéroport de Rennes - Saint-Jacques) یک فرودگاه همگانی با کد یاتا RNS است که یک باند فرود سنگفرش دارد و طول باند آن ۲۱۰۰ متر است. این فرودگاه در شهر رن کشور فرانسه قرار دارد و در ارتفاع ۳۷ متری از سطح دریا واقع شده‌است.

## شرکت‌های هواپیمایی و مقصدهای پروازی

### مسافری
| شرکت‌های هواپیمایی                          | مقصدهای پروازی |
| ------------------------------------------ | --- |
| Aer Lingus Regional اجرا توسط استوبارت ایر | فصلی: کرک، دوبلین |
| ایر فرانس اجرا توسط هاپ!                   | اسخیپول آمستردام، لیون-سینت اگزوپری، مارسی پروانس، نیس کوت دازور، شارل دوگل پاریس، تولوز-بلانیاک فصلی: آیاتچو – ناپلئون بنوپارت، باستیا – پورتا، فیگاری ساد-کورسه |
| Chalair Aviation                           | بوردو–مریگناک |
| فلای‌بی                                     | ساوت‌همپتون فصلی: بیرمنگام، اکستر، لندن سی‌تی، منچستر |
| فلای‌بی اجرا توسط استوبارت ایر              | جنوبی لندن |
| ایبریا اکسپرس                              | مادرید-باراخاس |
| ولوتی                                      | فصلی: مارسی پروانس، نیس کوت دازور |
| ویولینگ                                    | بارسلونا-ال پرات, گاتویک فصلی: پالما د مایورکا، لئوناردو دا وینچی-فیومیچینو                                                                                       |

### باری
| شرکت‌های هواپیمایی                         | مقصدهای پروازی                           |
| ----------------------------------------- | ---------------------------------------- |
| ASL Airlines Belgium                      | لیژ، مارسی پروانس، فرنسیسکو جسا کارنئیرو |
| Chronopost اجرا توسط Westair Luxembourg   | مارسی پروانس                             |
| La Poste اجرا توسط ای‌اس‌ال ایرلاینز فرانسه | برست برتانی، شارل دوگل پاریس             |
| یوپی‌اس ایرلاینز اجرا توسط استار ایر       | کلن بن                                   |